# On Our Backs
On Our Backs è stata la prima rivista erotica gestita da donne e la prima a mostrare l'erotismo lesbico per il pubblico di lesbiche degli Stati Uniti. È esistita dal 1984 al 2006.

## Origine
La rivista è stata pubblicata per la prima volta nel 1984 da Debi Sundahl e Myrna Elana, con il contributo di Susie Bright, Nan Kinney, Leon Mostovoy, Honey Lee Cottrell, Dawn Lewis, Happy Hyder, Tee Corinne, Jewelle Gomez, Judith Stein, Joan Nestle, Patrick Califia, Morgan Gwenwald, Katie Niles, Noreen Scully, Sarita Johnson e molte altre.
Susie Bright è stata redattrice capo per i primi sei anni. Tra le sue succeditrici ci sono Diane Anderson-Minshall, Shar Rednour, Tristan Taormino e Diana Cage. On Our Backs ha definito la presentazione e la politica della cultura lesbica degli anni '80, oltre a svolgere un ruolo fondamentale nelle guerre sessuali femministe del periodo, schierandosi dalla parte del femminismo positivo al sesso.
Il titolo della rivista era una parodia di Off our backs, un giornale femminista di lunga data che ha pubblicato il lavoro di molte femministe contro la pornografia durante gli anni '80, femministe che le fondatrici di On Our Backs consideravano puritane. Off our backs, invece, definiva la nuova rivista "pseudo-femminista" e minacciò azioni legali per il logo OOB .

## Storia
Nel 1985, la Sundahl e la Kinney realizzarono il primo di una serie di video erotici lesbici senza precedenti, chiamati Fatale Video. La distribuzione della rivista in Australia è iniziata nel 1986. Alla fine degli anni '80, Fatale Media era il più grande produttore di pornografia lesbica al mondo.
Nel 1994 la rivista ebbe problemi finanziari e nel maggio del 1996 dichiarò bancarotta. Dopo essere stata acquistata da una nuova editrice, Melissa Murphy (che pubblicò un solo numero), venne acquisita da H.A.F. Enterprises (casa editrice di Girlfriends).  Le creatrici originali si spostarono su altri progetti.

## Pubblicazioni
Nel 1996, un book fotografico basato sul lavoro pionieristico delle artiste di On Our Back intitolato Nothing but the Girl  venne pubblicato da Cassell Press, a cura di Susie Bright e Jill Posener.

## Fine delle pubblicazioni e disponibilità online
H.A.F. terminò la pubblicazione di On Our Backs e della rivista gemella Girlfriends nel marzo 2006, quando vennero comprate da Velvetpark Magazine.
Reveal Digital, un editore digitale, convertì in formato digitale i numeri di On Our Backs da luglio 1984 a dicembre 2004; tuttavia, a causa delle preoccupazioni relative all'accesso da parte di minori e alla privacy dei collaboratori e delle collaboratrici, le scansioni sono state rimosse (almeno temporaneamente) dalla raccolta Reveal Digital's Independent Voices.

## Disambiguazione
On Our Backs è anche il titolo di un libro scritto da Rosita Sweetman, che esamina i comportamenti sessuali nell'Irlanda degli anni ottanta.